# Any Woman
Any Woman is een Amerikaanse dramafilm uit 1925 onder regie van Henry King.

## Verhaal
Wanneer Ellen Linden terugkeert van de kostschool, ontdekt ze dat haar rijke vader al hun geld heeft verloren. Ze moet een baan zoeken om het gezin te onderhouden. Ze vindt werk als secretaresse bij de makelaars Phillips en Rand. De beide vennoten worden verliefd op haar, maar zij valt uiteindelijk voor de jonge uitvinder Tom Galloway, die pas een nieuw soort frisdrank heeft bedacht. Ellen wil de aandacht van haar bazen vestigen op die uitvinding. Phillips heeft de afwijzing niet verwerkt en bekokstooft een plan om de verhouding van Ellen en Tom te dwarsbomen. 

## Rolverdeling
| Acteur            | Personage         |
| ----------------- | ----------------- |
| Alice Terry       | Ellen Linden      |
| Donald Reed       | Tom Galloway      |
| Margarita Fischer | Mevrouw Rand      |
| Lawson Butt       | James Rand        |
| Aggie Herring     | Mevrouw Galloway  |
| James Neill       | William Linden    |
| Henry Kolker      | Egbert Phillips   |
| De Sacia Mooers   | Mevrouw Phillips  |
| George Periolat   | Robert Cartwright |
| Lucille Hutton    | Agnes Young       |
| Arthur Hoyt       | Jones             |
| Malcolm Denny     | Lord Brackenridge |
| Thelma Morgan     | Alice Cartwright  |